# Coppa del Mondo di rugby 2007
La Coppa del Mondo di rugby 2007 (in francese Coupe du Monde de rugby 2007; in inglese 2007 Rugby World Cup) fu la 6ª edizione della Coppa del Mondo di rugby, massima competizione internazionale di rugby a 15 organizzata dall'International Rugby Board (IRB).
Si tenne dal 7 settembre al 20 ottobre 2007 in Francia, Paese organizzatore della manifestazione, e in due sedi nel Regno Unito, la gallese Cardiff e la scozzese Edimburgo.
Il torneo fu ospitato complessivamente da 12 città, più della metà delle quali già coinvolte nell'organizzazione delle due precedenti Coppe del Mondo tenutesi in Europa: solo Lione, Marsiglia, Montpellier, Nantes e Saint-Étienne accoglievano per la prima volta incontri del torneo.
A laurearsi campione del mondo fu il Sudafrica, a dodici anni di distanza dalla prima conquista del titolo in casa propria nel 1995, che nella finale allo Stade de France di Saint-Denis batté 15-6 l'Inghilterra campione mondiale uscente al termine di una gara senza mete, decisa solo dai calci tra i pali (cinque sudafricani contro due inglesi).
A partire da tale edizione della Coppa fu introdotta la modifica regolamentare che stabiliva che le prime tre classificate di ogni girone, per un totale di 12 squadre, fossero automaticamente qualificate per l'edizione successiva di torneo.
Il valore delle marcature, come stabilito dall’IRFB nel 1992, era: 5 punti per ciascuna meta (7 se trasformata), 3 punti per la realizzazione di ciascun calcio piazzato, idem per il drop.

## Storia

### L'organizzazione
Relativamente alla gara per l'assegnazione della sede organizzatrice della Coppa del Mondo 2007 solo due candidature, mutualmente in antitesi, furono sottoposte all'IRB.
La più discontinua rispetto alla formula di torneo fino ad allora adottata fu quella presentata dalla federazione inglese che, per evitare ― a propria detta ― gli squilibri negli incontri delle precedenti edizioni, proponeva un campionato mondiale a due livelli: il più elevato costituito dalle 16 squadre che competono per il titolo mondiale e quello di rango inferiore con 32 contendenti: ciò avrebbe significato una competizione a 48 squadre.
Il comitato organizzatore francese, altresì, propose la stessa formula già collaudata nel 2003, con una configurazione a 20 squadre su 4 gironi, e criticò vivacemente la proposta inglese sostenendo che una formula a 48 squadre avrebbe reso impossibile l'organizzazione del torneo non solo a Paesi di consolidata tradizione rugbistica come l'Australia, ma sarebbe stata problematica perfino per la stessa Francia e il Regno Unito.

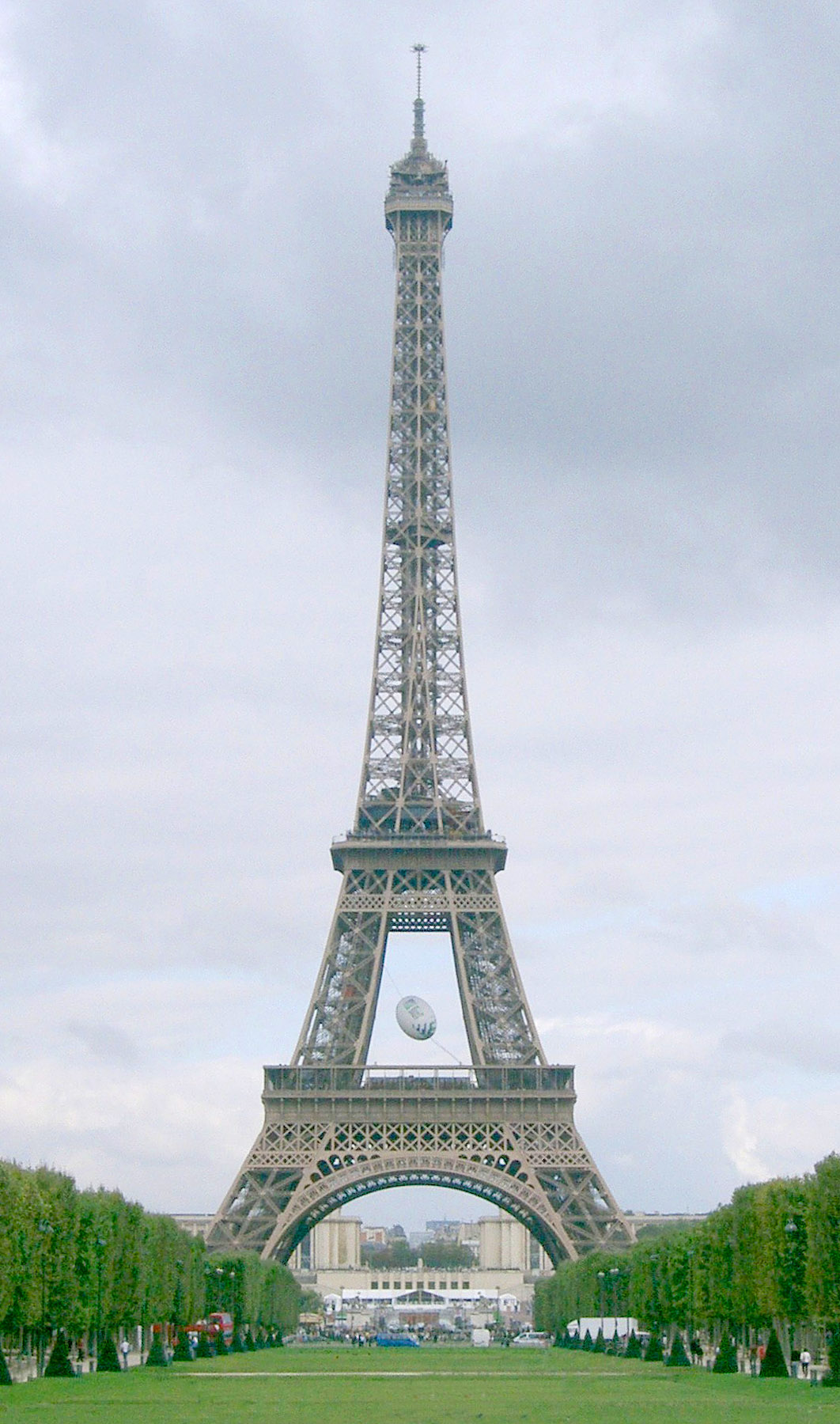
La torre Eiffel a Parigi decorata con una replica in grande scala di un pallone da rugby

L'Inghilterra operò delle correzioni in corsa al proprio progetto e, pur riproponendo l'architettura di torneo a due livelli, li ridisegnò entrambi a 16 squadre ciascuno; il 10 aprile 2003, comunque, il progetto dichiarato idoneo fu quello francese con una maggioranza di 18-3 in sede di assemblea del board dell'IRB, il cui allora presidente, il nordirlandese Syd Millar, fu netto nel ribadire che l'organismo internazionale non aveva intenzione di favorire altre forme di torneo diverse da quella a 20 squadre in un unico livello.

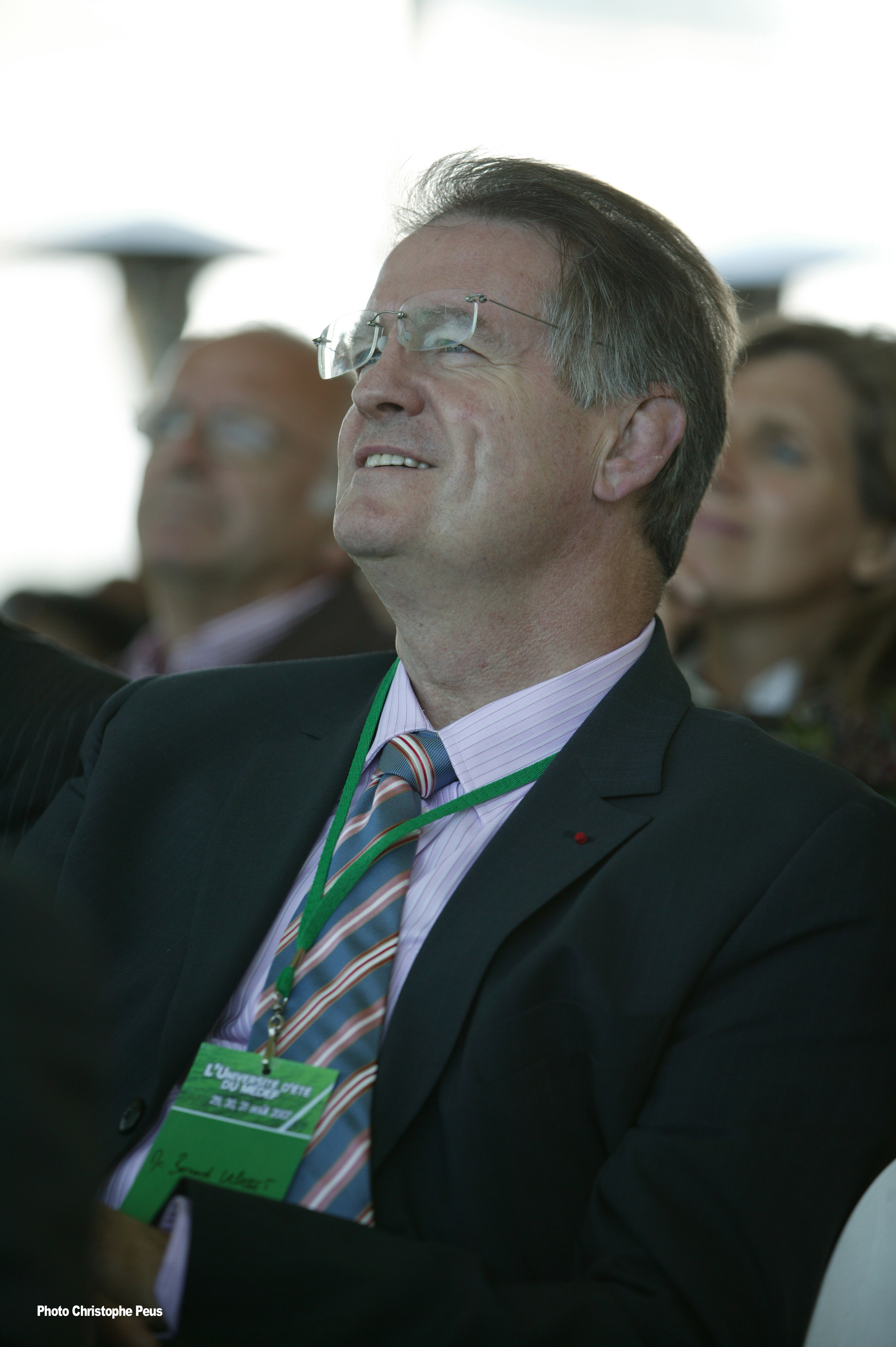
Bernard Lapasset, presidente del comitato organizzatore

Il progetto presentato dalla Francia prevedeva tre sedi esterne nelle Isole britanniche, ognuna delle quali avrebbe dovuto ospitare un girone: Edimburgo in Scozia, Cardiff in Galles e Dublino in Irlanda; tuttavia quest'ultima dovette sottrarsi all'impegno già nel 2004 per sopraggiunta impossibilità di presentare in tempo un impianto nuovo in luogo dell'obsoleto Lansdowne Road ― la cui demolizione iniziò solo nel 2007 ― e il contemporaneo rifiuto dell'associazione di sport gaelici di concedere Croke Park a una manifestazione non gaelica come il rugby.
Il presidente della Fédération Française de Rugby (FFR) Bernard Lapasset, che ricopriva analogo ruolo nel comitato organizzatore della Coppa, ne designò direttore esecutivo Étienne Thobois, ex internazionale francese di badminton passato alla dirigenza aziendale e sportiva, mentre la direzione tecnica del torneo fu affidata a Claude Atcher.
A due anni dal torneo sorse un contenzioso di natura economica con la federazione scozzese: questa, rimasta unica ospite dell'evento fuori dalla Francia insieme al Galles, ricevette l'organizzazione di due match della fase a gironi, uno contro la Romania e l'altro contro la Nuova Zelanda a Murrayfield, ma una sopravvenuta crisi finanziaria della federazione fece ventilare una controvendita degli incontri alla Francia: infatti, a detta dell'allora direttore generale della Scottish Rugby Union Gordon McKie, il sostegno logistico alla Francia era stato garantito in base a un accordo implicito che la Scozia avrebbe deciso i prezzi d'ingresso allo stadio e avrebbe intrapreso in proprio le attività di marketing relative agli incontri ospitati, ma così non era, perché la bigliettazione era in carico all'IRB, la quale applicò prezzi di gran lunga superiori agli importi che la SRU chiedeva per gli incontri del Sei Nazioni (per alcuni ordini di posti quasi il triplo); ciò, sostenne McKie, avrebbe disincentivato gli spettatori a recarsi allo stadio con conseguente crollo d'incassi.
La SRU non diede corso al proposito paventato da McKie e nel corso della manifestazione ospitò le due partite assegnatele anche se a posteriori il ricavato dalla manifestazione fu effettivamente negativo, come ribadito nella prima relazione annuale successiva all'evento, a causa degli scarsi numeri registrati in sede di vendita biglietti: circa 31000 spettatori, meno della metà della capacità totale di Murrayfield, per il 42-0 inflitto alla Romania e 64558 per la sconfitta scozzese 0-40 contro gli All Blacks che, pur rilevante come affluenza, non costituiva tuttavia il tutto esaurito.
Il comitato organizzatore designò quindi dodici stadi in altrettante città, benché sostanzialmente sia il parigino Parco dei Principi che lo Stade de France afferiscano alla medesima area (quest'ultimo si trova infatti a Saint-Denis, comune della banlieue della capitale francese).
Lo stadio di Gerland a Lione, il Vélodrome a Marsiglia, la Mosson a Montpellier, la Beaujoire a Nantes e il Geoffroy Guichard di Saint-Étienne furono usati per la prima volta nella storia della Coppa del Mondo; lo stadio Chaban-Delmas di Bordeaux, il Félix Bollaert di Lens, il Municipal di Tolosa, il Millennium Stadium di Cardiff e il citato Stade de France furono sedi anche della Coppa del Mondo 1999, mentre Murrayfield a Edimburgo e il menzionato Parco dei Principi erano al loro terzo mondiale, avendo ospitato, oltre all'edizione 1999, anche la Coppa del Mondo 1991.
Inoltre, benché il Municipal di Tolosa fosse al suo secondo mondiale, la città ospitava la manifestazione per la terza volta perché nel 1991 la struttura utilizzata fu lo stadio Ernest Wallon.
La scelta del comitato organizzatore cadde su strutture che richiedevano interventi edilizi minimali: la parte francese del torneo si tenne infatti nelle stesse dieci sedi dell'ancora recente, all'epoca, campionato mondiale di calcio 1998, in occasione del quale erano stati ristrutturati, quando non costruiti ex novo come lo Stade de France, tutti gli impianti destinati a ospitarlo.

### Il torneo
Con 8 squadre ammesse automaticamente (le quartifinaliste della Coppa del Mondo 2003), tutto il percorso di qualificazione, durato tre anni, espresse le rimanenti 12 squadre.

#### La fase a gironi

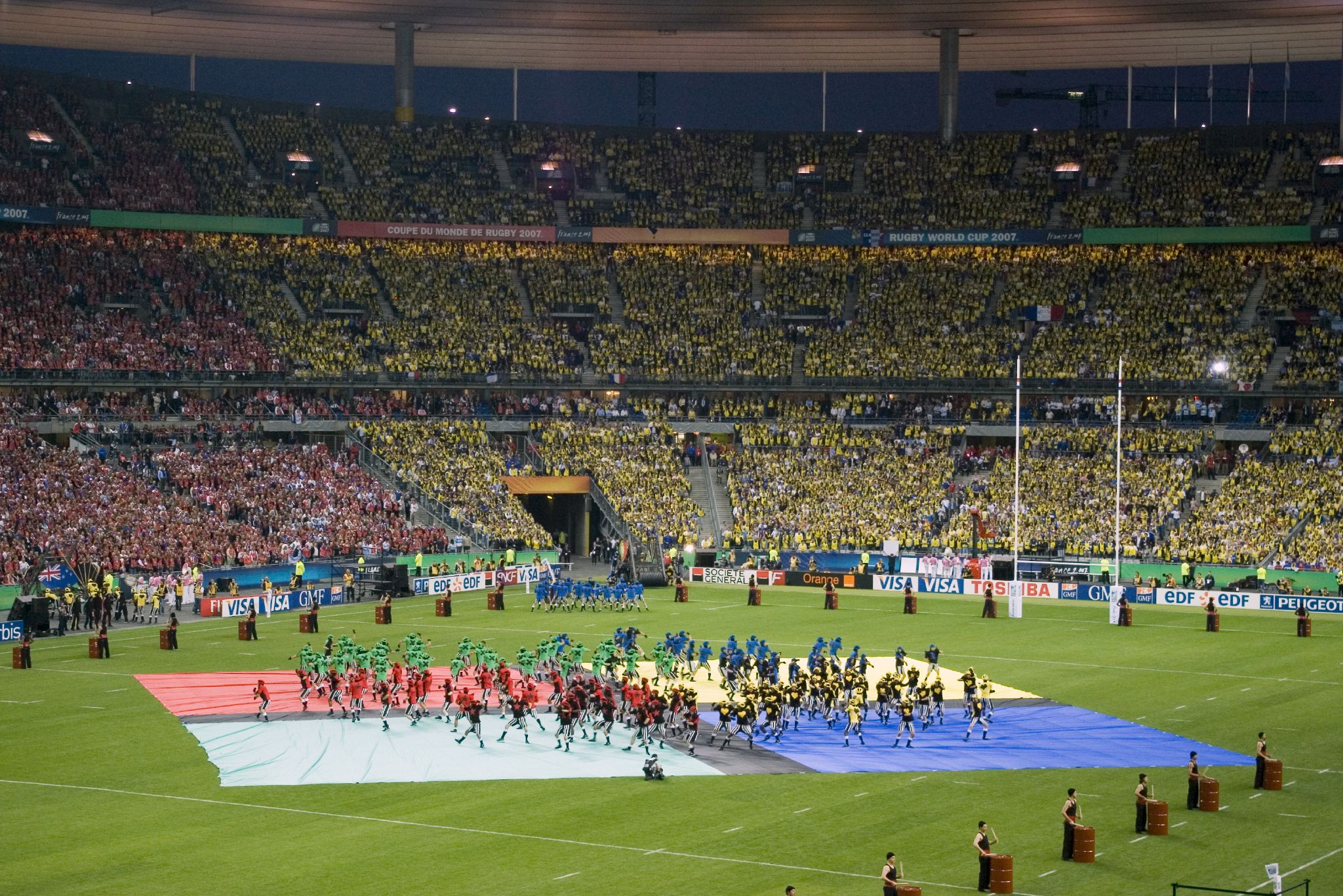
Una fase della cerimonia d'apertura allo Stade de France

Il 12 maggio 2004 a Dublino, a qualificazioni appena iniziate, avvenne il sorteggio dei gironi alla presenza dei presidenti dell'IRB Millar e della FFR Lapasset.
Ogni girone si compose di due ammesse di diritto, una per fascia, e tre provenienti dalle qualificazioni, all'epoca ancora indeterminate.
Nel girone A insieme a Inghilterra e Sudafrica furono sorteggiate Oceania 1 (in seguito posto guadagnato da Samoa), Americhe 3 (Stati Uniti) e Ripescaggi 2 (Tonga); nel girone B ad Australia e Galles furono affiancate Oceania 2 (che si rivelò essere Figi), Americhe 2 (Canada) e Asia 1 (Giappone).
Il girone C vide la presenza di Nuova Zelanda e Scozia più Europa 1 (appannaggio dell'Italia), Europa 2 (Romania) e Ripescaggi 1 (la vera sorpresa del torneo, in quanto fu conquistato dal Portogallo, esordiente assoluto nella competizione e qualificatosi battendo con un complessivo 24-23 in gara doppia l'Uruguay nell'ultimo spareggio dei ripescaggi).
Infine nel girone D Francia e Irlanda furono abbinate ad America 1 (in seguito rivelatasi essere l'Argentina), Europa 3 (Georgia) e Africa 1 (Namibia).

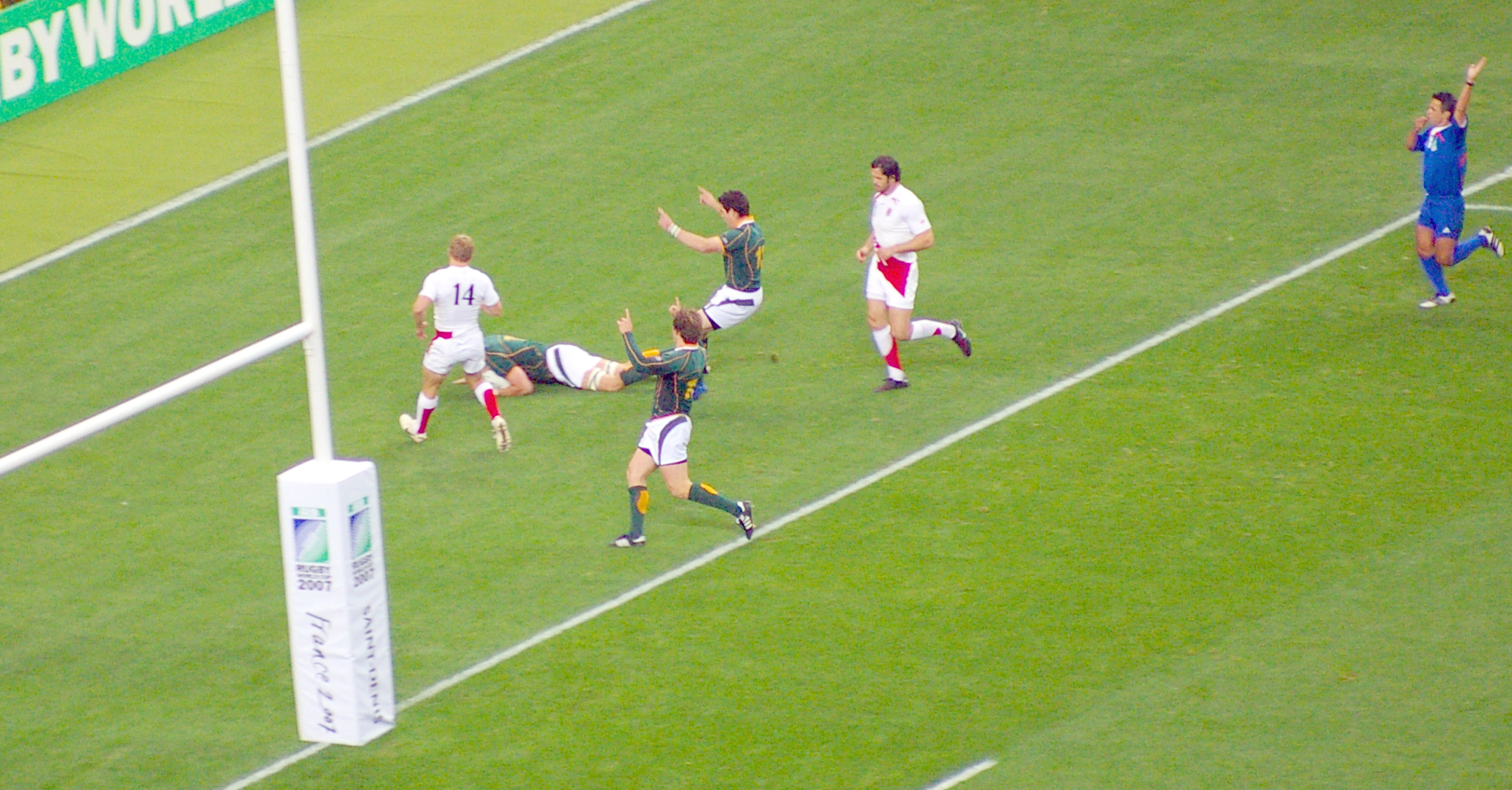
Lo Springbok Juan Smith in meta per i primi 5 dei 36 punti (a zero) inflitti dal all' nella fase a gironi

La prima sorpresa si ebbe proprio al termine della gara inaugurale allo Stade de France tra Argentina e Francia, che faceva seguito alla cerimonia d'apertura del torneo: i sudamericani, contro pronostico, si imposero 17-12 sui padroni di casa, di fatto già ipotecando il primo posto del girone e condannando i francesi a lottare per la seconda piazza utile alla qualificazione.
Vittima dell'exploit argentino fu tuttavia l'Irlanda, dapprima battuta dalla Francia nella terza partita e successivamente, nell'ultimo e decisivo incontro del girone, dagli stessi Pumas per 15-30 e relegata al terzo posto della classifica di gruppo.
Nel girone A, altresì, stupì non tanto la sconfitta inglese contro il Sudafrica quanto il punteggio: i campioni del mondo uscenti, già privi del loro elemento migliore Jonny Wilkinson, e all'ultimo momento anche costretti a rinunciare alla sua riserva Olly Barkley, furono nettamente battuti 0-36: alla sconfitta fecero da corollario anche la perdita di Jason Robinson per circa un mese, e quella definitiva di Jamie Noon, entrambi usciti in corso di gara per infortunio.
Tale rovescio, il primo dopo 8 anni nel torneo (l'ultimo era stato a opera degli stessi Springbok in occasione dei quarti di finale della Coppa del Mondo 1999), unito a un insoddisfacente 28-10 contro gli Stati Uniti nella partita d'esordio, rese decisive le due seguenti partite contro Samoa e Tonga, successivamente vinte con relativa sicurezza (rispettivamente 44-22 e 36-20).

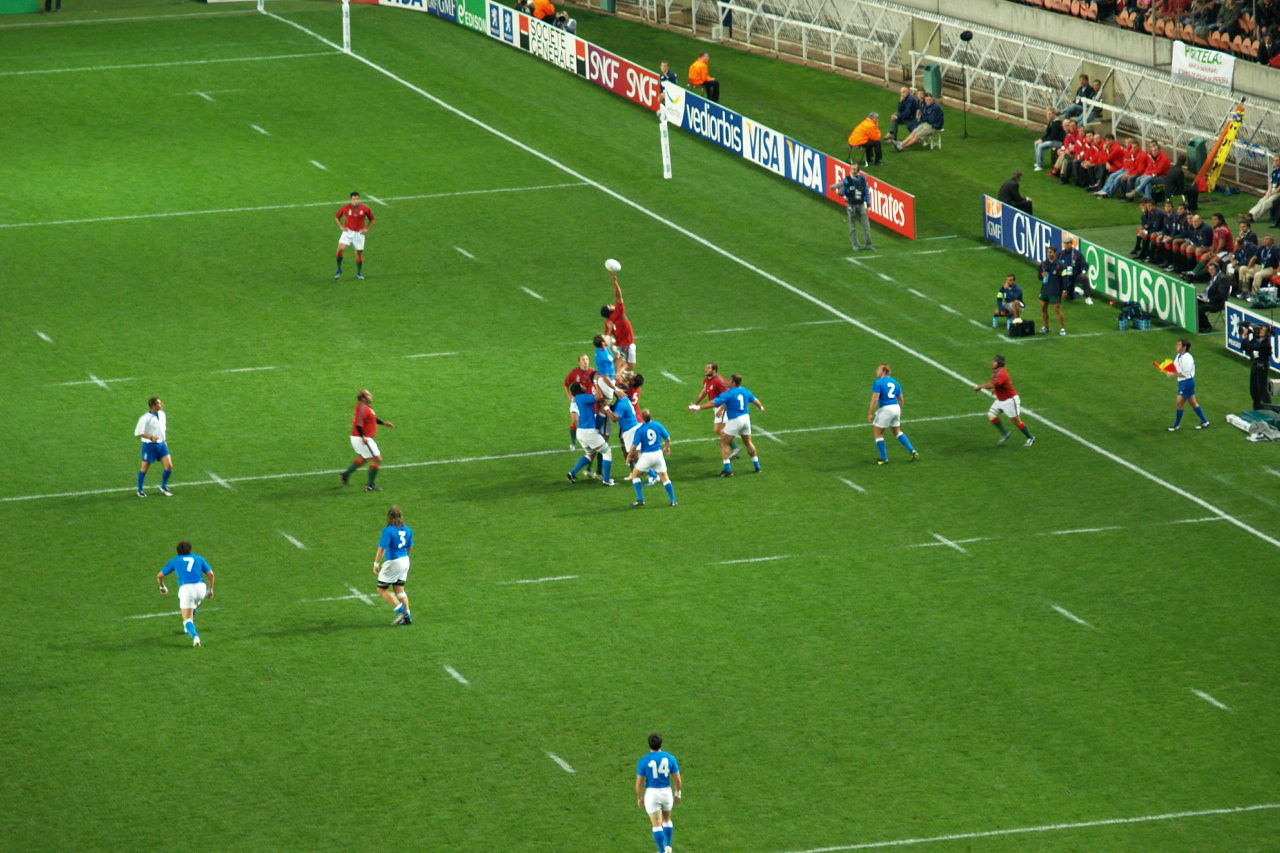
Touche contesa tra e al Parco dei Principi di Parigi

Così come quello della Francia, anche il girone dell'Australia mandò ai quarti di finale una squadra proveniente dalle qualificazioni: se gli Wallabies lo dominarono vincendolo a punteggio pieno con bonus in ogni incontro, l'ultima partita del raggruppamento tra Galles e Figi fu fatale ai Dragoni britannici, che persero proprio nel finale con il punteggio di 34-38 a causa di una meta del figiano Graham Dewes.
Il C.T. gallese Gareth Jenkins, alla sua quattordicesima sconfitta su venti partite alla guida della nazionale, fu esonerato all'indomani dell'eliminazione; per Figi si trattò della seconda qualificazione alle fasi eliminatorie a vent'anni di distanza dalla precedente, avvenuta nell'edizione inaugurale della Coppa.

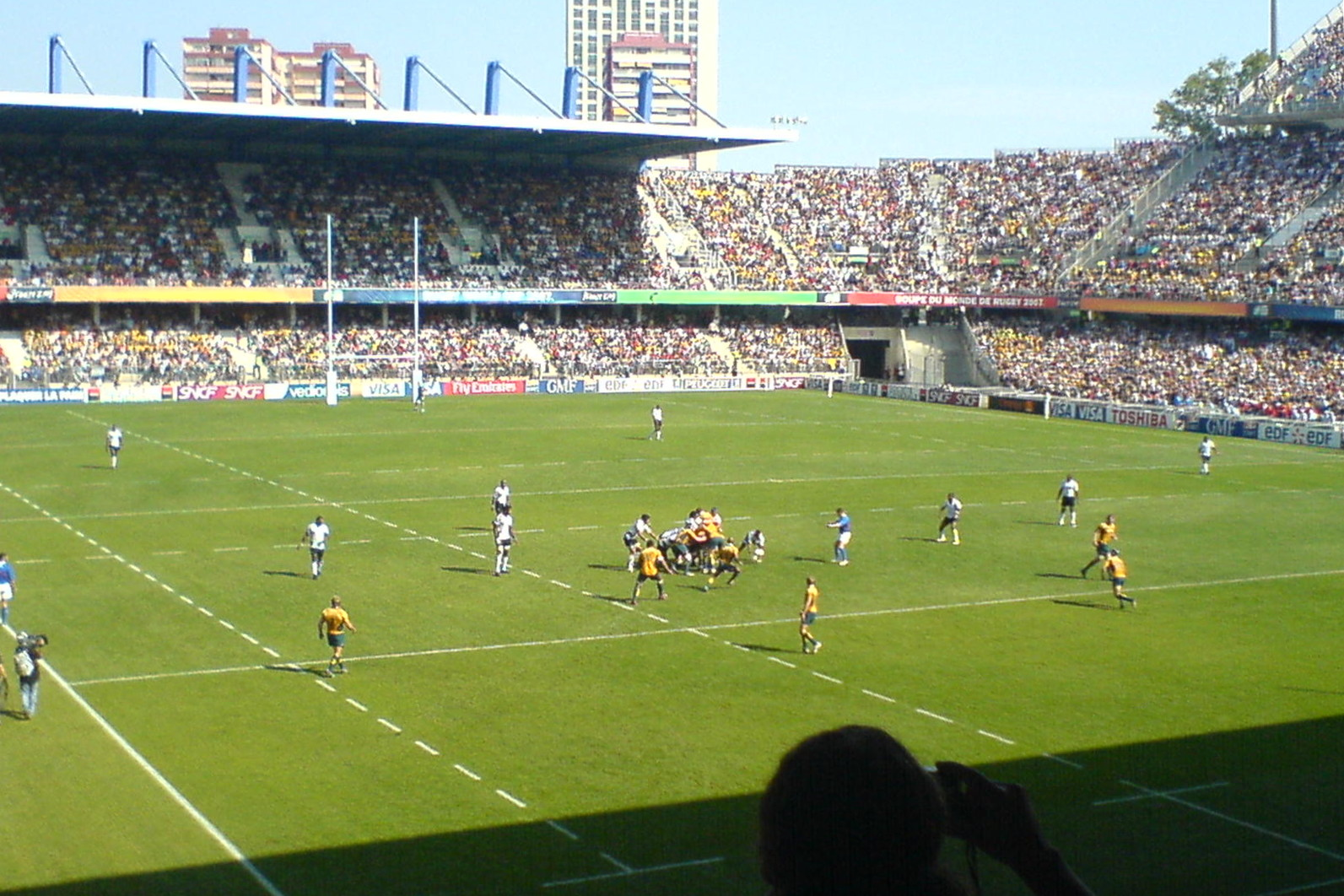
― a Montpellier

Nessun fatto insolito, altresì, nel girone vinto dalla Nuova Zelanda con cifre che lasciavano poco spazio all'interpretazione: oltre al bonus in ogni gara, i punti marcati a fine girone furono più di 300 (per la precisione 309, ovvero 94 in più della seconda miglior realizzatrice, l'Australia, e come accessorio una differenza fatti-subiti di +274, ovvero di 100 superiore ancora alla citata Australia).
L'unica incertezza era relativa alla squadra capace di conquistare il secondo posto, ritenuto dagli osservatori alla portata sia dell'Italia che della Scozia: infatti, proprio la recente vittoria italiana a Edimburgo per 37-17 nel Sei Nazioni 2007 aveva alimentato moderate e motivate speranze nell'accesso ai quarti di finale per la prima volta nella storia del rugby azzurro, avallate anche dai pronostici possibilisti della stessa stampa britannica; tuttavia, nell'ultima partita del girone a Saint-Étienne, fu la Scozia a prevalere, sia pur di poco: 18-16 grazie a 6 calci tra i pali di Chris Paterson contro una meta di Alessandro Troncon, alla sua 101ª e ultima partita internazionale, e 11 punti di David Bortolussi (tre piazzati e una trasformazione); lo stesso Bortolussi fallì la trasformazione di un calcio piazzato che avrebbe potuto portare l'Italia avanti di un punto a quattro minuti dalla fine.

#### Iplay-off
Il primo dei quattro quarti di finale vide contrapposte a Marsiglia nel pomeriggio del 6 ottobre le nazionali di Australia e Inghilterra: il clima della vigilia fu caratterizzato da polemiche causate dalle parole di John O'Neill, direttore generale della federazione rugbistica australiana, il quale dichiarò alla stampa che i suoi compatrioti «odiano gli inglesi», e rinfocolate dall'ex allenatore del Galles Alec Evans, che si sbilanciò a preventivare provocatoriamente una vittoria australiana con trenta punti di scarto.
La partita non offrì invero spunti spettacolari, ma l'Inghilterra, definita «spesso brutta» dalla stessa stampa britannica, affrontò l'impegno con molta disciplina e determinazione a non concedere spazio e gioco agli Wallabies nonché capacità di capitalizzazione delle situazioni su palla ferma: Jonny Wilkinson, tornato determinante, realizzò tutti i 12 punti al piede con cui la sua squadra regolò l'avversario, capace di marcare solo una meta con Lote Tuqiri cui si accompagnarono cinque punti di Stirling Mortlock.

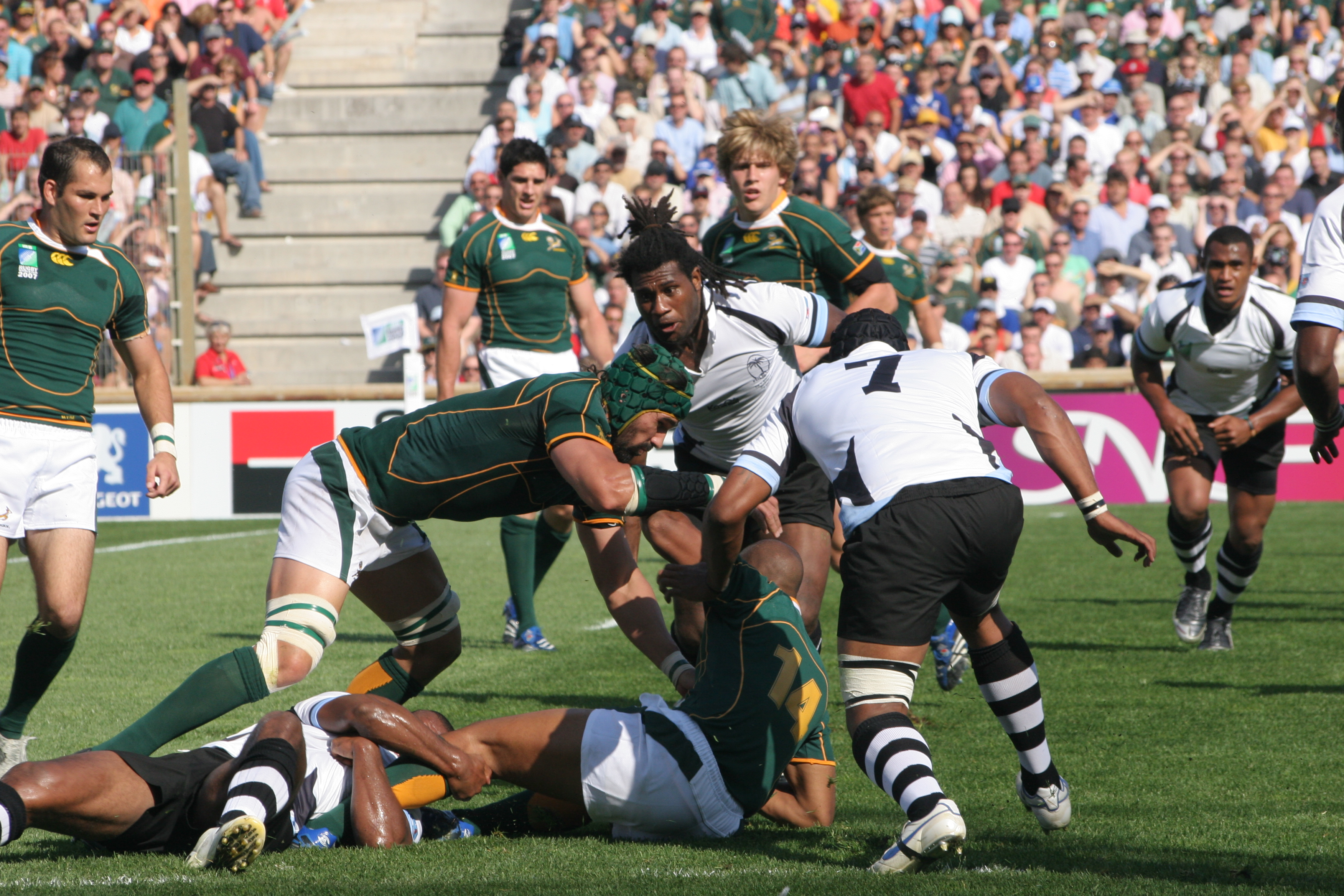
Quarto di finale ― : Matfield, in piedi, cerca di pulire una ruck contrastato dai figiani Rabeni (di fronte) e Qera (n. 7)

Il risultato inaspettato si verificò altresì quella stessa sera, nel secondo quarto di scena al Millennium Stadium di Cardiff: la Francia, classificatasi seconda nel girone, incontrò la Nuova Zelanda che nella prima frazione di gioco pareva destinata a un'agevole vittoria, essendo andata all'intervallo sul punteggio di 13-3; nel secondo tempo, invece, un'espulsione temporanea di Luke McAlister inflitta dall'arbitro inglese Wayne Barnes diede impulso alla Francia per riportarsi in parità sul 13-13 con un calcio di Lionel Beauxis e a seguire una meta di Thierry Dusautoir.
Di nuovo avanti con una meta non trasformata di Rodney So'oialo per il temporaneo 18-13, i neozelandesi furono superati a dieci minuti dalla fine grazie a una meta francese trasformata di Yannick Jauzion, convalidata nonostante un sospetto di ultimo passaggio in avanti: proprio la gestione dei due episodi chiave costarono a Barnes non solo critiche, ma anche minacce e insulti sui social media nonostante l'assoluzione tecnica dello stesso Paddy O'Brien, conterraneo degli All Blacks e capo della commissione arbitrale dell'IRB.
A polemiche scemate la stampa neozelandese, pur giudicando troppo severa l'espulsione di McAllister ed errata la decisione sulla meta francese, riconobbe come la responsabilità della sconfitta, a causa della quale gli All Blacks per la prima volta non passarono i quarti, non fosse da attribuire alla direzione arbitrale bensì alla scarsità di schemi e di idee della squadra, giudicata incapace persino di tirare un calcio tra i pali.

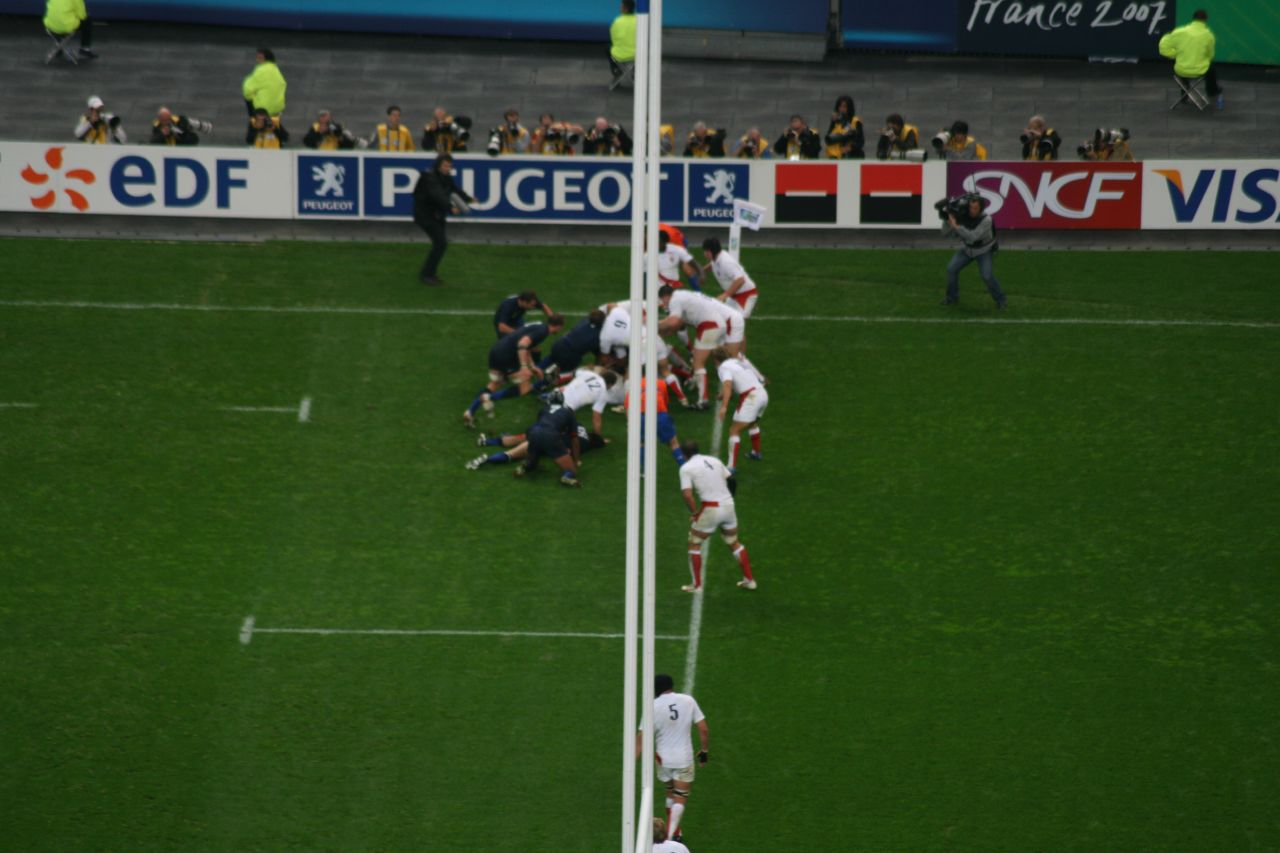
In semifinale allo Stade de France il pack inglese resiste sulla linea di meta a un attacco francese

L'indomani, di nuovo a Marsiglia, il Sudafrica ebbe ragione di Figi 37-20, anche se il punteggio non evidenzia che a tre quarti di gara la situazione era sul 20 pari.
Anche i sudafricani, così come la Nuova Zelanda la sera precedente, chiusero il primo tempo 13-3, ma a differenza di questi ultimi incrementarono il vantaggio fino al 20-6 con una meta trasformata di JP Pietersen.
Due mete figiane in un minuto, di Vilimoni Delasau e Sereli Bobo, entrambe trasformate, riportarono l'incontro in parità quando mancavano 22 minuti alla fine, ma un'accelerazione di Juan Smith e un'altra di Butch James scavarono un solco nel punteggio che il piede di Percy Montgomery, con due trasformazioni e un calcio piazzato, fissò a +17.
L'ultima partita dei quarti andò in scena allo Stade de France tra Argentina e Scozia.
L'incontro fu molto fisico e dominato dalle prime linee, caratterizzato da sole due mete, una per parte: la ruck dei Pumas riuscì a spingere all'indisciplina gli scozzesi, penalizzati con tre calci dalla piazzola tutti trasformati: al quarto d'ora del secondo tempo l'incontro era ormai 19-6 a favore dell'Argentina e non bastò la meta scozzese di Chris Cusiter a 17' dalla fine a rimettere la squadra in carreggiata, perché il punteggio non cambiò più.
Le due semifinali si tennero nel fine settimana successivo, entrambe allo Stade de France.
Nella prima, giocatasi il 13 ottobre, furono di scena Francia e Inghilterra: i Bleus non furono capaci di ripetere l'exploit che costò l'eliminazione alla Nuova Zelanda benché per lunghi tratti della partita in vantaggio.
Infatti, alla meta iniziale di Josh Lewsey, i francesi risposero con due calci di Lionel Beauxis e si portarono all'intervallo sul 6-5; nei primi minuti della ripresa ancora Beauxis e Jonny Wilkinson diedero 3 punti alle rispettive squadre e fino a 6' dalla fine la situazione rimase cristallizzata sul 9-8 per la Francia; per tutta la seconda frazione, infatti, il gioco rimase bloccato nelle mischie e i pochi tentativi di marcatura non ebbero successo: per esempio Wilkinson fallì un calcio in drop che si spense sul palo della porta francese.
Nel finale, in tre minuti, fu tuttavia lo stesso Wilkinson a ribaltare le sorti della partita: al 74', infatti, il mediano d'apertura inglese monetizzò un calcio franco fischiato dal sudafricano Kaplan per punire un placcaggio alto di Dimitri Szarzewski sul rientrato Jason Robinson portando la sua squadra in vantaggio 11-9 e, tre minuti più tardi, al termine di un'azione multifase fuori della linea francese dei 22 metri, ricevette da Peter Richards una palla a circa 35 metri dai pali e realizzò un calcio in drop che diede all'Inghilterra il definitivo 14-9 tramite cui accedere alla semifinale.
Di fatto senza storia l'altra semifinale tenutasi l'indomani tra Sudafrica e Argentina: gli Springbok dominarono largamente il primo tempo con il punteggio di 24-6 e, nella ripresa, gli argentini non andarono oltre una meta di Manuel Contepomi trasformata dal suo fratello gemello Felipe, autore anche dei sei punti precedenti, mentre gli avversari andarono ancora a segno con Bryan Habana più altri 8 punti al piede di Percy Montgomery.

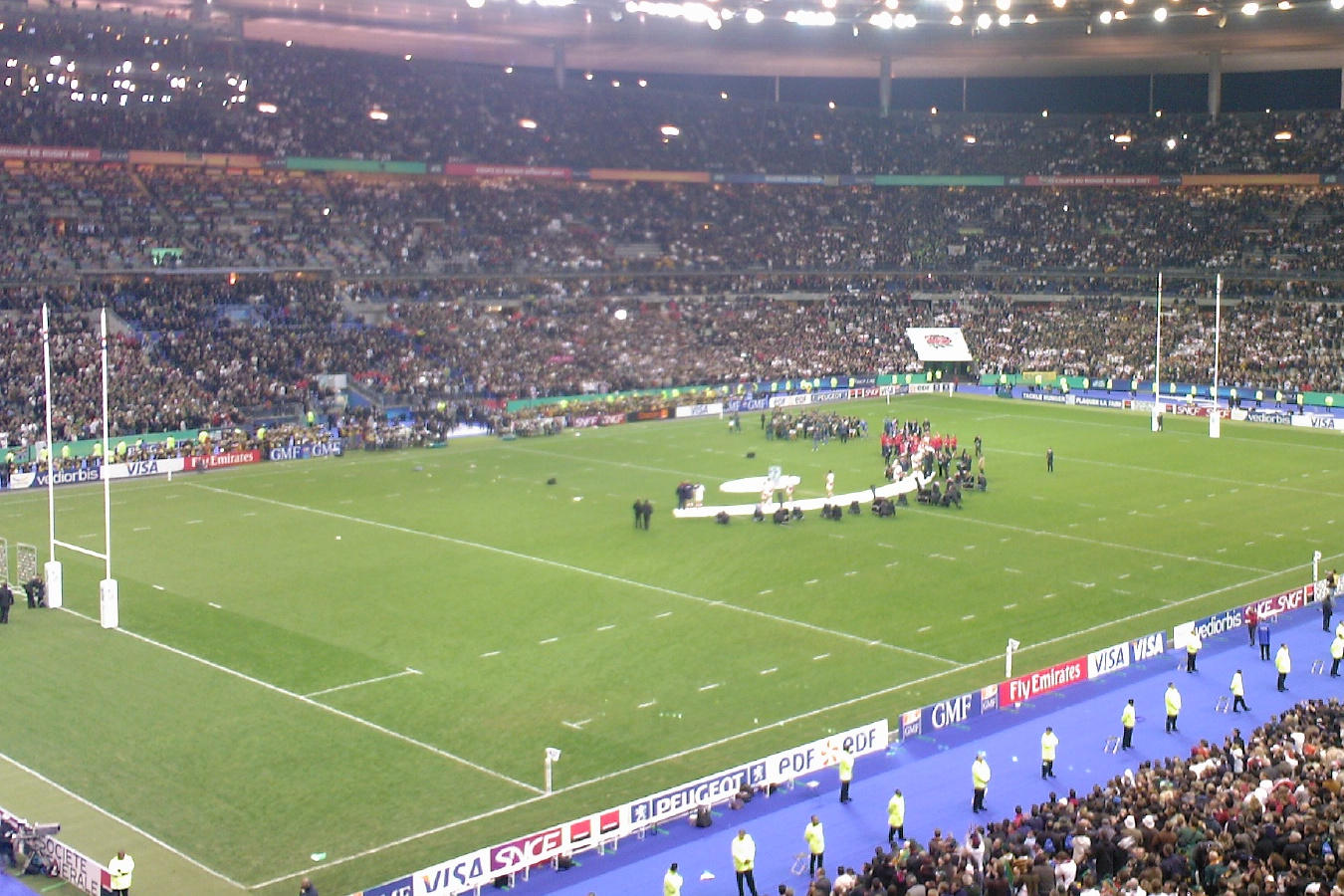
La cerimonia di premiazione al termine della finale tra e

La finale per il terzo posto tenutasi al Parco dei Principi di Parigi, benché occasione per la Francia di congedarsi dal pubblico di casa con una vittoria, fu altresì appannaggio dell'Argentina, dominante per cinque mete contro una, quest'ultima peraltro giunta solo a 13 minuti dalla fine a punteggio ormai compromesso: fino alla marcatura di Clément Poitrenaud, infatti, i sudamericani allenati da Marcelo Loffreda guidavano per 29-3 e il punteggio finale di 34-10 valse il miglior piazzamento di sempre dei Pumas nel mondiale e una seria ipoteca sull'ammissione a uno dei due grandi tornei annuali internazionali, il Sei Nazioni o il Tri Nations.
L'atto terminale della competizione fu il 20 ottobre allo Stade de France.
Così come la finale di consolazione, anche quella per il titolo fu la riproposizione di un incontro già visto nella fase a gironi, quello tra Sudafrica e Inghilterra; a differenza di un mese prima, tuttavia, gli uomini di Brian Ashton si presentarono all'appuntamento con la squadra praticamente al completo e in forma migliore rispetto alla sconfitta per 0-36 subìta allora dagli Springbok.
Tuttavia, benché non con una superiorità altrettanto schiacciante di quella esibita nell'incontro precedente, fu il Sudafrica ad aggiudicarsi l'incontro, che però non vide marcature pesanti: nessun giocatore andò in meta e la contesa fu risolta dalle soluzioni su calcio fermo.
I sudafricani, grazie al lavoro delle seconde linee Victor Matfield e Bakkies Botha e il terza ala Juan Smith, vinsero il 70% delle touche su rimessa inglese e da lì costruirono vantaggio territoriale che fruttò loro diversi calci di punizione, tre dei quali realizzati nel primo tempo da Percy Montgomery contro uno messo a segno dall'inglese Wilkinson (per una situazione di 9-3 all'intervallo).
Nei primi minuti della ripresa, su un vantaggio inglese, Mark Cueto, benché placcato dallo Springbok Danie Rossouw, riuscì a mettere la palla oltre linea di meta, ma dopo consulto con il Television Match Officer l'arbitro irlandese Alain Rolland non concesse la marcatura perché secondo il responso video parte del corpo di Cueto sarebbe stato spinto fuori dal campo da Rossouw; l'azione riprese dal punto del vantaggio con un calcio piazzato per l'Inghilterra che Wilkinson realizzò, riportando la sua squadra sotto di soli tre punti con 37 minuti da giocare; tuttavia gli unici punti che ancora arricchirono il tabellino furono quelli sudafricani, dapprima ancora con Montgomery al decimo minuto della ripresa, e ancora dieci minuti più tardi da un piazzato di François Steyn.
Il 15-6 finale sancì il secondo titolo mondiale per gli Springbok a 12 anni di distanza dal successo interno alla Coppa del Mondo 1995.
Os du Randt divenne il primo sudafricano a vincere due Coppe del Mondo e il sesto assoluto dopo i cinque australiani Dan Crowley, John Eales, Tim Horan, Phil Kearns e Jason Little; altresì il suo compagno di squadra François Steyn, ultimo marcatore a tabellino in ordine di tempo, si aggiudicò quella sera la prima delle sue due Coppe, la seconda delle quali fu in Giappone nel 2019.

## Squadre qualificate
| Fase                   | Africa                                 | Americhe                                                                  | Asia       | Europa | Oceania                                                                   | Ripescaggi                                         |
| ---------------------- | -------------------------------------- | ------------------------------------------------------------------------- | ---------- | --- | ------------------------------------------------------------------------- | -------------------------------------------------- |
| Ammissioni automatiche | - Sudafrica (quartifinalista CdM 2003) |                                                                           |            | - Inghilterra (campione uscente) - Francia (semifinalista CdM 2003) - Galles - Irlanda - Scozia (quartifinaliste CdM 2003) | - Australia (finalista CdM 2003) - Nuova Zelanda (semifinalista CdM 2003) |                                                    |
| Qualificazioni         | - Namibia (Africa 1)                   | - Argentina (Americhe 1) - Canada (Americhe 2) - Stati Uniti (Americhe 3) | - Giappone | - Italia (Europa 1) - Romania (Europa 2) - Georgia (Europa 3)                                                              | - Samoa (Oceania 1) - Figi (Oceania 2)                                    | - Portogallo (Ripescaggi 1) - Tonga (Ripescaggi 2) |

## Impianti
| Città         | Impianto                 | Capacità | Incontri |
| ------------- | ------------------------ | -------- | -------- |
| Bordeaux      | Stadio Chaban-Delmas     | 34 500   | 4        |
| Cardiff       | Millennium Stadium       | 74 500   | 4        |
| Edimburgo     | Murrayfield              | 67 500   | 2        |
| Lens          | Stadio Félix Bollaert    | 41 800   | 3        |
| Lione         | Stadio di Gerland        | 41 200   | 3        |
| Marsiglia     | Vélodrome                | 60 000   | 6        |
| Montpellier   | La Mosson                | 33 900   | 4        |
| Nantes        | La Beaujoire             | 38 500   | 3        |
| Parigi        | Parco dei Principi       | 49 000   | 5        |
| Saint-Denis   | Stade de France          | 80 000   | 7        |
| Saint-Étienne | Stadio Geoffroy Guichard | 36 000   | 3        |
| Tolosa        | Stadium Municipal        | 37 000   | 4        |

## Formula

Localizzazione dei Paesi qualificati alla Coppa del Mondo 2007

Le 20 squadre furono divise in 4 gironi da 5 squadre ciascuna che si affrontarono con il metodo del girone all'italiana.
Il punteggio assegnato fu quello in vigore nel Tri Nations dell'Emisfero Sud: 4 punti per la vittoria, 2 ciascuno per il pareggio e zero per la sconfitta e, in aggiunta a ciò, un punto eventuale alla squadra sconfitta con sette o meno punti nonché un ulteriore punto alla squadra autrice di almeno quattro mete nell'incontro, indipendentemente dal risultato.
In caso di esclusione di una squadra dal torneo (circostanza comunque non verificatasi) il regolamento prevedeva l'annullamento di tutti gli incontri fino ad allora disputati e l'assegnazione di quattro punti a ciascuna delle altre squadre, con riconteggio anche dei punti fatti e subiti.
Le prime due classificate di ogni girone si qualificarono ai play-off e la squadra terza classificata di ogni girone, inoltre, fu automaticamente qualificata alla Coppa del Mondo di rugby 2011 al pari delle otto quartifinaliste.
In ordine di abbinamento dal primo al quarto, gli incontri dei quarti di finale furono la vincitrice del girone B contro la seconda del girone A; la vincitrice del girone C contro la seconda del girone D; la vincitrice del girone A contro la seconda del girone B e, infine, la vincitrice del girone D contro la seconda del girone C.
Gli accoppiamenti di semifinale furono predeterminati: le vincitrici delle prime due partite si incontrarono nella prima semifinale, quelle delle altre due partite nella seconda semifinale.
Le squadre vincenti le semifinali si incontrarono per il titolo di campione del mondo, quelle sconfitte per il terzo posto.
Nelle fasi a eliminazione diretta, al fine di determinare la squadra vincitrice, fu istituito un terzo tempo supplementare dopo i due già previsti dal regolamento generale, analogo al golden goal del calcio: la prima squadra che avesse marcato punti avrebbe vinto l'incontro.
In caso di ulteriore parità fu previsto uno spareggio ai calci piazzati: ogni squadra aveva a disposizione 5 calci dalla linea dei 22 metri per realizzare, con 5 giocatori diversi tra quelli in campo al fischio finale, il maggior numero di punti; in caso di parità anche dopo tale serie, si sarebbe proceduto a oltranza un calcio per squadra fino a che, a pari numero di calci, una delle due spareggiasse.
Entrambe le semifinali e la finale per il titolo si disputarono allo Stade de France di Saint-Denis, mentre la finale per il terzo posto si tenne al Parco dei Principi di Parigi.

## Gironi
| Girone A                                                | Girone B                                        | Girone C                                                 | Girone D                                            |
| ------------------------------------------------------- | ----------------------------------------------- | -------------------------------------------------------- | --------------------------------------------------- |
| - Inghilterra - Samoa - Stati Uniti - Sudafrica - Tonga | - Australia - Canada - Figi - Galles - Giappone | - Italia - Nuova Zelanda - Portogallo - Romania - Scozia | - Argentina - Francia - Georgia - Irlanda - Namibia |

## Fase a gironi

### Girone A
| Data      | Incontro                  | Risultato | Sede          |
| --------- | ------------------------- | --------- | ------------- |
| 8-9-2007  | Inghilterra — Stati Uniti | 28-10     | Lens          |
| 9-9-2007  | Sudafrica — Samoa         | 59-7      | Parigi        |
| 12-9-2007 | Stati Uniti — Tonga       | 15-25     | Montpellier   |
| 14-9-2007 | Inghilterra — Sudafrica   | 0-36      | Saint-Denis   |
| 16-9-2007 | Samoa — Tonga             | 15-19     | Montpellier   |
| 22-9-2007 | Sudafrica — Tonga         | 30-25     | Lens          |
| 22-9-2007 | Inghilterra — Samoa       | 44-22     | Nantes        |
| 26-9-2007 | Samoa — Stati Uniti       | 25-21     | Saint-Étienne |
| 29-9-2007 | Inghilterra — Tonga       | 36-20     | Parigi        |
| 30-9-2007 | Sudafrica — Stati Uniti   | 64-15     | Montpellier   |

#### Classifica
| Pos | Squadra     | G | V | N | P | PF  | PS  | P±  | BP | PT |
| --- | ----------- | - | - | - | - | --- | --- | --- | -- | -- |
| A1  | Sudafrica   | 4 | 4 | 0 | 0 | 189 | 47  | 142 | 3  | 19 |
| A2  | Inghilterra | 4 | 3 | 0 | 1 | 108 | 88  | 20  | 2  | 14 |
| A3  | Tonga       | 4 | 2 | 0 | 2 | 89  | 96  | −7  | 1  | 9  |
| A4  | Samoa       | 4 | 1 | 0 | 3 | 69  | 143 | −74 | 1  | 5  |
| A5  | Stati Uniti | 4 | 0 | 0 | 4 | 61  | 142 | −81 | 1  | 1  |

### Girone B
| Data      | Incontro             | Risultato | Sede        |
| --------- | -------------------- | --------- | ----------- |
| 8-9-2007  | Australia — Giappone | 91-3      | Lione       |
| 9-9-2007  | Galles — Canada      | 42-17     | Nantes      |
| 12-9-2007 | Giappone — Figi      | 31-35     | Tolosa      |
| 15-9-2007 | Galles — Australia   | 20-32     | Cardiff     |
| 16-9-2007 | Figi — Canada        | 29-16     | Cardiff     |
| 20-9-2007 | Galles — Giappone    | 72-18     | Cardiff     |
| 23-9-2007 | Australia — Figi     | 55-12     | Montpellier |
| 25-9-2007 | Canada — Giappone    | 12-12     | Bordeaux    |
| 29-9-2007 | Australia — Canada   | 37-6      | Bordeaux    |
| 29-9-2007 | Galles — Figi        | 34-38     | Nantes      |

#### Classifica
| Pos | Squadra   | G | V | N | P | PF  | PS  | P±   | BP | PT |
| --- | --------- | - | - | - | - | --- | --- | ---- | -- | -- |
| B1  | Australia | 4 | 4 | 0 | 0 | 215 | 41  | 174  | 4  | 20 |
| B2  | Figi      | 4 | 3 | 0 | 1 | 114 | 136 | −22  | 3  | 15 |
| B3  | Galles    | 4 | 2 | 0 | 2 | 168 | 105 | 63   | 4  | 12 |
| B4  | Giappone  | 4 | 0 | 1 | 3 | 64  | 210 | −146 | 1  | 3  |
| B5  | Canada    | 4 | 0 | 1 | 3 | 51  | 120 | −69  | 0  | 2  |

### Girone C
| Data      | Incontro                   | Risultato | Sede          |
| --------- | -------------------------- | --------- | ------------- |
| 8-9-2007  | Nuova Zelanda — Italia     | 76-14     | Marsiglia     |
| 9-9-2007  | Scozia — Portogallo        | 56-10     | Saint-Étienne |
| 12-9-2007 | Italia — Romania           | 24-18     | Marsiglia     |
| 15-9-2007 | Nuova Zelanda — Portogallo | 108-13    | Lione         |
| 18-9-2007 | Scozia — Romania           | 42-0      | Edimburgo     |
| 19-9-2007 | Italia — Portogallo        | 31-5      | Parigi        |
| 23-9-2007 | Scozia — Nuova Zelanda     | 0-40      | Edimburgo     |
| 25-9-2007 | Romania — Portogallo       | 14-10     | Tolosa        |
| 29-9-2007 | Nuova Zelanda — Romania    | 85-8      | Tolosa        |
| 29-9-2007 | Scozia — Italia            | 18-16     | Saint-Étienne |

#### Classifica
| Pos | Squadra       | G | V | N | P | PF  | PS  | P±   | BP | PT |
| --- | ------------- | - | - | - | - | --- | --- | ---- | -- | -- |
| C1  | Nuova Zelanda | 4 | 4 | 0 | 0 | 309 | 35  | 274  | 4  | 20 |
| C2  | Scozia        | 4 | 3 | 0 | 1 | 116 | 66  | 50   | 2  | 14 |
| C3  | Italia        | 4 | 2 | 0 | 2 | 85  | 117 | −32  | 1  | 9  |
| C4  | Romania       | 4 | 1 | 0 | 3 | 40  | 161 | −121 | 1  | 5  |
| C5  | Portogallo    | 4 | 0 | 0 | 4 | 38  | 209 | −171 | 1  | 1  |

### Girone D
| Data      | Incontro            | Risultato | Sede        |
| --------- | ------------------- | --------- | ----------- |
| 7-9-2007  | Francia — Argentina | 12-17     | Saint-Denis |
| 9-9-2007  | Irlanda — Namibia   | 32-17     | Bordeaux    |
| 11-9-2007 | Argentina — Georgia | 33-3      | Lione       |
| 15-9-2007 | Irlanda — Georgia   | 14-10     | Bordeaux    |
| 16-9-2007 | Francia — Namibia   | 87-10     | Tolosa      |
| 21-9-2007 | Francia — Irlanda   | 25-3      | Saint-Denis |
| 22-9-2007 | Argentina — Namibia | 63-3      | Marsiglia   |
| 26-9-2007 | Georgia — Namibia   | 30-0      | Lens        |
| 30-9-2007 | Francia — Georgia   | 64-7      | Marsiglia   |
| 30-9-2007 | Irlanda — Argentina | 15-30     | Parigi      |

#### Classifica
| Pos | Squadra   | G | V | N | P | PF  | PS  | P±   | BP | PT |
| --- | --------- | - | - | - | - | --- | --- | ---- | -- | -- |
| D1  | Argentina | 4 | 4 | 0 | 0 | 143 | 33  | 110  | 2  | 18 |
| D2  | Francia   | 4 | 3 | 0 | 1 | 188 | 37  | 151  | 3  | 15 |
| D3  | Irlanda   | 4 | 2 | 0 | 2 | 64  | 82  | −18  | 1  | 9  |
| D4  | Georgia   | 4 | 1 | 0 | 3 | 50  | 111 | −61  | 1  | 5  |
| D5  | Namibia   | 4 | 0 | 0 | 4 | 30  | 212 | −182 | 0  | 0  |

## Play-off
|  | Quarti di finale       | Quarti di finale       | Quarti di finale       |                        |                      | Semifinali              | Semifinali              | Semifinali              |                         |                         | Finale                  | Finale                  | Finale                  |                         |                         |
|  |                        |                        |                        |                        |                      |                         |                         |                         |                         |                         |                         |                         |                         |                         |                         |
|  | 6 ottobre, Marsiglia   |                        |                        |                        |                      |                         |                         |                         |                         |                         |                         |                         |                         |                         |                         |
|  | B1                     | Australia              | 10                     |                        |                      |                         |                         |                         |                         |                         |                         |                         |                         |                         |                         |
|  | A2                     | Inghilterra            | 12                     |                        |                      | 13 ottobre, Saint-Denis | 13 ottobre, Saint-Denis | 13 ottobre, Saint-Denis | 13 ottobre, Saint-Denis | 13 ottobre, Saint-Denis |                         |                         |                         |                         |                         |
|  |                        |                        |                        |                        |                      | Inghilterra             | 14                      |                         |                         |                         |                         |                         |                         |                         |                         |
|  | 6 ottobre, Cardiff     | 6 ottobre, Cardiff     | 6 ottobre, Cardiff     | 6 ottobre, Cardiff     |                      |                         | Francia                 | 9                       |                         |                         |                         |                         |                         |                         |                         |
|  | C1                     | Nuova Zelanda          | 18                     |                        |                      |                         |                         |                         |                         |                         |                         |                         |                         |                         |                         |
|  | D2                     | Francia                | 20                     |                        |                      |                         |                         |                         |                         |                         | 20 ottobre, Saint-Denis | 20 ottobre, Saint-Denis | 20 ottobre, Saint-Denis | 20 ottobre, Saint-Denis | 20 ottobre, Saint-Denis |
|  |                        |                        |                        |                        |                      |                         |                         |                         |                         |                         |                         | Inghilterra             | 6                       |                         |                         |
|  | 7 ottobre, Marsiglia   | 7 ottobre, Marsiglia   | 7 ottobre, Marsiglia   | 7 ottobre, Marsiglia   | 7 ottobre, Marsiglia |                         |                         |                         |                         |                         |                         | Sudafrica               | 15                      |                         |                         |
|  | A1                     | Sudafrica              | 37                     |                        |                      |                         |                         |                         |                         |                         |                         |                         |                         |                         |                         |
|  | B2                     | Figi                   | 20                     |                        |                      | 14 ottobre, Saint-Denis | 14 ottobre, Saint-Denis | 14 ottobre, Saint-Denis | 14 ottobre, Saint-Denis | 14 ottobre, Saint-Denis |                         | Finale 3º posto         | Finale 3º posto         | Finale 3º posto         |                         |
|  |                        |                        |                        |                        |                      | Sudafrica               | 37                      |                         | 19 ottobre, Parigi      | 19 ottobre, Parigi      | 19 ottobre, Parigi      | 19 ottobre, Parigi      | 19 ottobre, Parigi      |                         |                         |
|  | 7 ottobre, Saint-Denis | 7 ottobre, Saint-Denis | 7 ottobre, Saint-Denis | 7 ottobre, Saint-Denis |                      |                         | Argentina               | 13                      |                         |                         |                         | Francia                 | 10                      |                         |                         |
|  | D1                     | Argentina              | 19                     |                        |                      |                         |                         |                         |                         |                         | Argentina               | 34                      |                         |                         |                         |
|  | C2                     | Scozia                 | 13                     |                        |                      |                         |                         |                         |                         |                         |                         |                         |                         |                         |                         |

### Quarti di finale
| Arbitro: | Alain Rolland |

|              |      |                              |
| Tuqiri 33’   | mt   |                              |
| Mortlock 33’ | tr   |                              |
| Mortlock 6’  | c.p. | 22’, 25’, 51’, 59’ Wilkinson |

| Arbitro: | Wayne Barnes |

|                               |      |                           |
| McAlister 17’ R. So’oialo 63’ | mt   | 54’ Dusautoir 69’ Jauzion |
| Carter 17’                    | tr   | 54’ Beauxis 69’ Élissalde |
| Carter 13’, 30’               | c.p. | 40’, 46’ Beauxis          |

| Arbitro: | Alan Lewis |

|                                                       |      |                      |
| Fourie 14’ Smit 35’ Pietersen 50’ Smith 69’ James 80’ | mt   | 57’ Delasau 58’ Bobo |
| Montgomery 50’, 69’, 80’                              | tr   | 57’, 58’ Bai         |
| F. Steyn 10’ Montgomery 63’                           | c.p. | 25’, 44’ Bai         |

| Arbitro: | Joël Jutge |

|                            |      |                        |
| Longo 33’                  | mt   | 63’ Cusiter            |
| F. Contepomi 33’           | tr   | 63’ Paterson           |
| F. Contepomi 22’, 28’, 42’ | c.p. | 15’ Parks 37’ Paterson |
| Hernández 54’              | drop |                        |

### Semifinali
| Arbitro: | Jonathan Kaplan |

|                      |      |                    |
|                      | mt   | 2’ Lewsey          |
| Beauxis 8’, 18’, 44’ | c.p. | 47’, 74’ Wilkinson |
|                      | drop | 78’ Wilkinson      |

| Arbitro: | Steve Walsh |

|                       |      |                                            |
| M. Contepomi 45’      | mt   | 6’ du Preez 31’, 76’ Habana 39’ D. Rossouw |
| F. Contepomi 45’      | tr   | 6’, 31’, 39’, 76’ Montgomery               |
| F. Contepomi 14’, 28’ | c.p. | 16’, 70’, 74’ Montgomery                   |

### Finale per il 3º posto
| Arbitro: | Paul Honiss |

|                |      |                                                                 |
| Poitrenaud 67’ | mt   | 28’, 77’ F. Contepomi 31’ Hasan 54’ Martín Aramburú 65’ Corleto |
| Beauxis 67’    | tr   | 28’, 31’, 65’ F. Contepomi                                      |
| Élissalde 18’  | c.p. | 20’ F. Contepomi                                                |

### Finale
| Arbitro: | Alain Rolland |

| |              | |
| Wilkinson 11’, 43’ | c.p.         | 7’, 15’, 39’, 50’ Montgomery 61’ F. Steyn |
| · J. Robinson · Sackey · Tait · 51’ Catt · Cueto · Wilkinson · Gomarsall · 63’ Moody · Easter · Corry · Kay · Shaw · 41’ Vickery · 63’ Regan · Sheridan | Formazioni   | · Montgomery · Pietersen · Fourie · Steyn · Habana · James · du Preez · Rossouw 73’ · Smith · Burger · Matfield · B. Botha · v. d. Linde · Smit 75’ · du Randt |
| · 41’ Stevens · 51’ Flood · 63’ Chuter · 63’ 71’ Worsley · 71’ Richards                                                                                 | Sostituzioni | · v. Heerden 73’ · B. du Plessis 75’ |
| Brian Ashton | Allenatori   | Jake White |

## Il post-torneo
Per il Sudafrica si trattò della seconda Coppa del Mondo; la Francia, alla sua quinta semifinale in sei edizioni, eguagliò il quarto posto dell'edizione 2003. L'Inghilterra, pur sconfitta in finale, fu accreditata comunque di un'impresa contro pronostico, perché lo 0-36 subìto a opera dei futuri campioni sudafricani non autorizzava eccessivo ottimismo sul prosieguo del torneo nelle fasi eliminatorie.
La vera sorpresa fu altresì l'Argentina (prima d'allora mai oltre i quarti), classificatasi terza assoluta: l'équipe di Loffreda ― che al termine della manifestazione emigrò in Inghilterra alla guida del Leicester, con cui si era già accordato da sei mesi ― pose una seria ipoteca sull'ammissione a uno dei grandi tornei internazionali periodici, il Sei Nazioni per l'Emisfero Nord e il Tri Nations per quello Sud, alle porte dei quali la Unión Argentina de Rugby (UAR) stava bussando da ben prima del campionato mondiale.
Facendo seguito a tale risultato, infatti, il SANZAR invitò formalmente nel 2009 la UAR a unirsi al Tri Nations e nel marzo 2010 l'IRB annunciò lo stanziamento di 2 milioni di dollari come contributo una tantum di avviamento dei Pumas alla competizione, nella cui edizione 2012 essi debuttarono.
A livello individuale il sudafricano Bryan Habana, oltre al titolo di campione del mondo e il primato individuale di mete marcate, fu insignito dall'IRB del premio di miglior giocatore dell'anno.

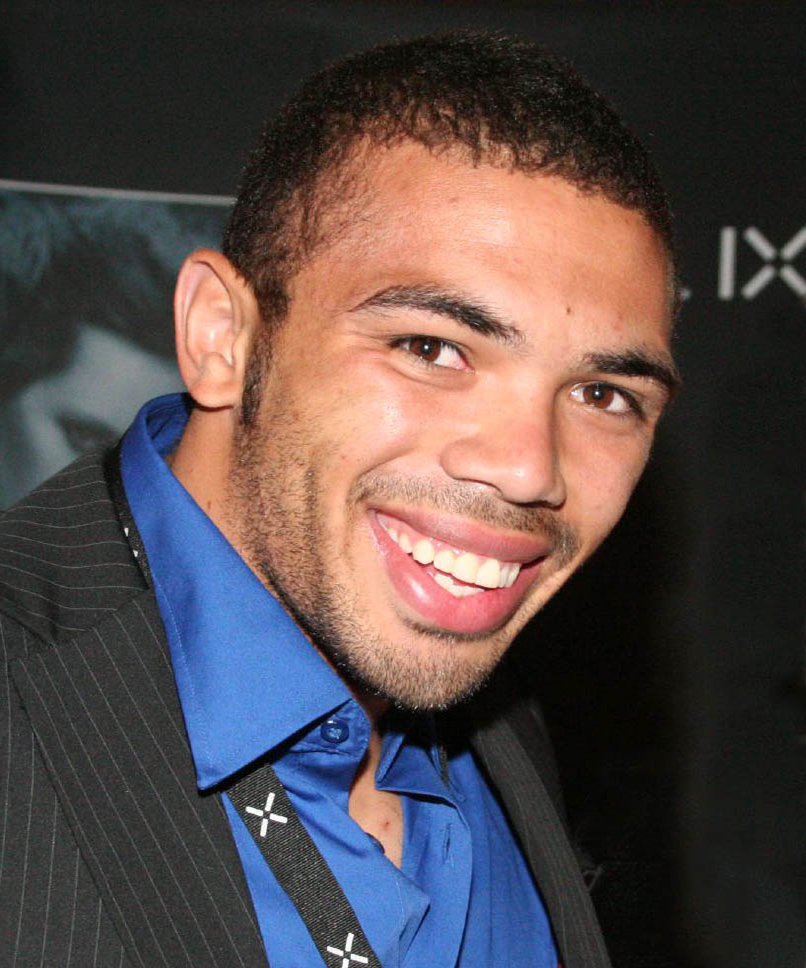
Bryan Habana, giocatore dell'anno 2007 e meta-man della Coppa del Mondo

Dal punto di vista economico il saldo per l'IRB fu attivo oltre le sue previsioni. La federazione internazionale, infatti, dichiarò un'affluenza totale pari al 95% della capienza complessiva degli impianti e un attivo di gestione di circa 5,5 milioni di euro a fronte del budget stanziato di 218; dai diritti televisivi giunsero complessivamente circa 260 milioni d'euro, laddove il punto di pareggio era stato fissato per la metà di tale cifra.
Inoltre, per effetto della citata modifica regolamentare che garantiva la qualificazione automatica all'edizione successiva alle prime tre squadre di ogni girone, oltre alle otto quartifinaliste del torneo furono ammesse alla Coppa del Mondo 2011 le nazionali di Galles, Irlanda, Italia e Tonga.
L'emittente televisiva TF1, da parte sua, a torneo non ancora terminato registrava un disavanzo di circa 47 milioni d'euro: 33 milioni di incassi pubblicitari a fronte di un pagamento di 80 milioni di diritti televisivi, in linea con le performance ottenute in occasione del campionato mondiale di calcio dell'anno prima che vide la Francia finalista: a fronte di 113 milioni di diritti televisivi pagati, l'incasso fu di circa 70 milioni.
Alla luce della maggiore popolarità del calcio, inoltre, furono considerati soddisfacenti anche i numeri assoluti dell'audience televisiva: per esempio, il quarto di finale tra Francia e Nuova Zelanda fu visto da poco più di 16 milioni e mezzo di telespettatori (share 64,9%) mentre la semifinale del mondiale di calcio di un anno prima tra Francia e Portogallo ne aveva attirati 22,2 (share 76,7%).
I telespettatori totali della competizione (48 incontri) furono quantificati da IRB approssimativamente in 4 miliardi secondo un calcolo empirico che tiene conto del fatto che la consistenza dell'audience per tale tipo di eventi viene fotografata ogni 15 minuti e che tale cifra istantanea viene moltiplicata per tutti gli analoghi intervalli compresi nella trasmissione; un incontro di rugby dura circa 2 ore compreso pre-gara, intervallo e analisi post-gara, per un totale di circa 8 segmenti di 15 minuti.
La cerimonia d'apertura e la gara inaugurale della competizione a Saint-Denis tra la squadra di casa e l'Argentina fu vista ― secondo un'analisi di OMG France ― da 20 milioni di telespettatori, dei quali due terzi circa in Francia, un sesto nel Regno Unito, circa 1,7 milioni in Russia, 333000 in Irlanda, 297000 in Nuova Zelanda, 266000 in Argentina, 126000 in Italia (Paese per cui Sky vantava l'esclusiva) e 99000 in Australia.
Altresì, la finale tra Inghilterra e Sudafrica fu, a livello mondiale, il quarto evento televisivo del 2007 per numero di spettatori, 33 milioni, superato solo dal Super Bowl di football americano (97 milioni), il G.P. del Brasile di Formula 1 e la finale di Champions League di calcio.
Dal punto di vista dell'impatto ambientale, il bilancio carbonico stimato dell'intero torneo fu di circa 570000 t equivalenti di CO₂ (come termine di paragone, un solo gran premio di Formula 1 ha un bilancio di circa 22000 t).

## Statistiche
Gli Springbok bicampioni del mondo monopolizzarono le altre classifiche tecniche: fu infatti sudafricano il giocatore, Percy Montgomery, che capeggiò la graduatoria dei marcatori di punti, avendone realizzati 105 e mettendosi alle proprie spalle l'argentino Felipe Contepomi (91) e l'inglese Jonny Wilkinson (67); sudafricano fu anche il miglior realizzatore di mete, Bryan Habana, che ne mise a segno 8, davanti all'australiano Drew Mitchell (7) e alla coppia composta dal neozelandese Doug Howlett e il gallese Shane Williams (6).
Il summenzionato Habana, al termine della competizione, fu come detto premiato quale miglior giocatore dell'anno.
Per la prima volta il torneo superò la soglia dei due milioni di presenze negli stadi (per la precisione 2246685, poco meno di 47000 di media a partita).
Gli 80430 spettatori paganti alla finale tra Sudafrica e Inghilterra non costituiscono solamente il primato di presenze nel torneo ma, al 2021, anche il record assoluto d'affluenza allo Stade de France per eventi sportivi.